# İnter Peşəkar İdman Klubu 2015-2016
Questa voce raccoglie le informazioni riguardanti l'İnter Peşəkar İdman Klubu nelle competizioni ufficiali della stagione 2015-2016.

## Rosa
Aggiornata al 1º settembre 2015.
| N. |                               | Ruolo | Calciatore          |
| -- | ----------------------------- | ----- | ------------------- |
| 1  | Georgia (bandiera)            | P     | Georgi Lomaia       |
| 2  | Azerbaigian (bandiera)        | D     | Sertan Taskin       |
| 3  | Spagna (bandiera)             | D     | Juanfran            |
| 4  | Georgia (bandiera)            | D     | Lasha Kasradze      |
| 5  | Brasile (bandiera)            | D     | Dênis               |
| 6  | Macedonia del Nord (bandiera) | C     | Slavčo Georgievski  |
| 7  | Georgia (bandiera)            | C     | Nika Kvekveskiri    |
| 8  | Azerbaigian (bandiera)        | C     | Nizami Hajiev       |
| 9  | Francia (bandiera)            | A     | L'Imam Seydi        |
| 10 | Azerbaigian (bandiera)        | C     | Elnur Abdullaev     |
| 11 | Azerbaigian (bandiera)        | A     | Rauf Aliev          |
| 14 | Georgia (bandiera)            | D     | Zurab Khizanishvili |
| 15 | Croazia (bandiera)            | C     | Stjepan Poljak      |
| 17 | Azerbaigian (bandiera)        | C     | Mirsayib Abbasov    |
| 18 | Azerbaigian (bandiera)        | D     | Mansur Nahavandi    |

| N. |                        | Ruolo | Calciatore            |
| -- | ---------------------- | ----- | --------------------- |
| 19 | Azerbaigian (bandiera) | C     | Mirhüseyn Seyidov     |
| 20 | Ucraina (bandiera)     | A     | Yuri Fomenko          |
| 22 | Azerbaigian (bandiera) | D     | Ilkin Qyrtymov (cap.) |
| 23 | Brasile (bandiera)     | A     | Dhiego Martins        |
| 24 | Azerbaigian (bandiera) | C     | Fuad Bayramov         |
| 25 | Azerbaigian (bandiera) | P     | Səlahət Ağayev        |
| 30 | Azerbaigian (bandiera) | D     | Abass Huseynov        |
| 39 | Azerbaigian (bandiera) | C     | Elnur Suleymanov      |
| 45 | Azerbaigian (bandiera) | A     | Ilkin Sadigov         |
| 77 | Albania (bandiera)     | C     | Emiljano Vila         |
| 88 | Azerbaigian (bandiera) | C     | Abdulla Abatsiyev     |
| 96 | Azerbaigian (bandiera) | P     | Elshan Poladov        |
| 99 | Azerbaigian (bandiera) | A     | Bilal Gambarov        |
| -  | Russia (bandiera)      | C     | Mirzaga Guseinpur     |